# NGC 943
NGC 943 је елиптична галаксија у сазвежђу Кит која се налази на NGC листи објеката дубоког неба.
Деклинација објекта је - 10° 49' 41" а ректасцензија 2h 29m 9,5s. Привидна величина (магнитуда) објекта NGC 943 износи 12,9 а фотографска магнитуда 13,9. NGC 943 је још познат и под ознакама MCG -2-7-19, VV 217, ARP 309, PGC 9459.